# Arrocerezo
Arrocerezo es una alquería abandonada del concejo de Caminomorisco, comarca de Las Hurdes, en la provincia de Cáceres, comunidad autónoma de Extremadura (España). 

## Historia
A mediados del siglo XIX, el lugar contaba con una población censada de 42 habitantes. La localidad aparece descrita en el tercer volumen del Diccionario geográfico-estadístico-histórico de España y sus posesiones de Ultramar de Pascual Madoz de la siguiente manera:

ARROCEREZO ó ARROYO-CEREZO: alq. del terr. de las Hurdes en el conc. de Camino-morisco, prov. de Cáceres, part. jud. de Granadilla (3 leg.): sit. en la meseta de una pequeña eminencia, circunvalada de otras mayores, á la izq. de 1 arroyo que lleva el mismo nombre, en terreno quebrado y áspero, resguardada de todos los aires menos el E., de clima frio, pero sano: tiene 11 casas bajas, pequeñas, de 1 solo piso, y aspecto miserable, como todas las de las Hurdes: para los negocios municipales concurre con las demas alq. del conc. á la casa de ayunt. de la alq. de Pino-alto, y para los ecl. á la parr. de Pino-franqueado. Confina el térm. por N. con tierras de la Huerta y Dehesilla; E. con las de Cambron y Cambrocino; O. con las de Aceña y Calabazas, todas alq. del mismo conc.; y por S. con térm. de la v. del Casar de Palomero; estendiéndose de 1/4 á 1/2 leg. por terreno montañoso, áspero y lleno de barrancos, en el que apenas se cultivan las márg. de los arroyos, que forman algun corto valle, y los sitios rozados y quemados: prod.: centeno, lino, castañas, legumbres, verduras, algun aceite, cerezas y otras frutas: se mantienen 150 cabras, 12 vacas ó bueyes, y se cria abundante caza de todas clases y animales dañinos: pobl.: 11 vec., 42 alm.: contr.: con el concejo.
(Madoz, 1846, p. 20)

La alquería de Arrocerezo (municipio de Caminomorisco) se encuentra en el norte de Extremadura. Sus coordenadas son 40º 18´ de latitud y 6º 19´ de longitud. Situada a 640 m sobre el nivel del mar.
En esta población se han encontrado restos prehistóricos como el "ídolo estela" por lo que podemos afirmar que es uno de los pueblos más antiguos que pertenecen a Caminomorisco. El "ídolo estela" podemos verlo en el museo de Cáceres donde está expuesto actualmente. 
Actualmente, Arrocerezo está abandonado, aunque sus tierras siguen cultivándose. Las casas están deteriorándose, aunque aún se conserva un horno de barro en perfecto estado.